# Tomasz Łubieński
Tomasz Andrzej Adam Łubieński, conde de Pomian (24 de diciembre de 1784, Szczytniki cerca de Kalisz - 27 de agosto de 1870, Varsovia ) fue un general de brigada del ejército polaco, senador, terrateniente en Kalisz y hombre de negocios. Con la esperanza de liberar Polonia, luchó del lado francés en las guerras napoleónicas, luchando en Essling, Wagram, Dresde, Ulm, Leipzig, Hanau y Berezina, por lo que Napoleón lo nombró barón de l'Empire . Más tarde también participó en el Levantamiento de noviembre contra Rusia.

## Vida

### Primeros años de vida
De una antigua familia noble polaca, los padres de Tomasz eran Feliks Łubieński, conde de Pomian y ministro de justicia en el Ducado de Varsovia, y Tekla Teresa Łubieńska de soltera Bielińska, ella misma poeta y autora de obras históricas. Sus principales obras fueron Wanda, królowa polska (1806), (Wanda, reina de Polonia) y Karol Wielki i Witykind (1807) (Carlomagno y Wedekind). También tradujo las obras de Jean Racine y Voltaire al polaco. Tomasz fue el segundo de sus diez hijos: el hermano mayor fue Franciszek, los otros fueron Piotr, Jan, Henryk, Tadeusz, Józef, Maria, Paulina y Róża.
A los seis años, Tomasz ingresa en la Academia del Real Cuerpo de Cadetes (la escuela militar de caballería). Los dos primeros años los pasó aprendiendo lenguas extranjeras, ciencia de la artillería y esgrima. Su primer rango fue el de "Chorąży" (abanderado). Los cinco años siguientes los dedicó a la construcción e ingeniería militar. En 1801 recibió una formación adicional en Viena antes de trasladarse a Varsovia bajo la tutela de su tío, Antoni Protazy Potocki. También estuvo bajo la influencia del conde Wincenty Krasiński (1782-1858), un activista político que creó la "Sociedad de Amigos de la Patria", pero que más tarde se negaría a unirse al Levantamiento de Noviembre. En 1805 Tomasz se casó con Konstancja Ossolińska (1783-1868), que aportó una importante dote en forma de fincas cerca de la ciudad de Chełm. Tuvieron una hija, Adela, nacida en 1806 y un hijo, Napoleón León, nacido en 1812.

### 1806-1825
En 1806, los franceses entraron en Varsovia, donde Napoleón fue recibido por una guardia de honor formada por importantes estadistas polacos. Con la esperanza de liberar a Polonia de Rusia, Łubieński y muchos otros oficiales polacos lucharon del lado francés. En 1807 el ejército del Ducado de Varsovia estaba compuesto por 31.713 soldados de infantería, 6.035 de caballería y 95 cañones. Al mismo tiempo, se formó el 1.er Regimiento de Caballería Ligera de Polonia de la Guardia Imperial en el campamento de Mir . Su coronel era Wincenty Krasinski y sus cuatro escuadrones estaban comandados por Łubieński, Jan Kozietulski, Ignace Stolowski y Henri Kamienski . Después de la batalla de Pułtusk Łubieński fue condecorado con la Legión de Honor y en 1808 luchó en la batalla de Somosierra, apoyando la fase final del asalto. Él y su regimiento lucharon en la Guerra de la Independencia antes de regresar a París en enero de 1809. El 5 de abril de 1809 recibió la cruz de Gran Oficial de la Légion de Honor. En la campaña de 1809 luchó en la batalla de Essling el 22 de mayo y en Wagram (6 de julio) y, para recompensar su valor, Napoleón lo nombró barón del Imperio con una pensión de 4.000 francos, que luego aumentó a 6.000. En 1810, pocos meses 
después de retirarse a Varsovia, recibió la orden de Virtuti Militari. Tras un desacuerdo con el comandante del regimiento, Krasiński, Łubieński fue despedido. A principios de 1811 fue enviado a Segan con la Legión del Vístula ( Legia Nadwislańska ), una de las legiones extranjeras polacas más grandes de la era napoleónica, que pasó a llamarse 8º Regimiento de Uhlan ( 8éme régiment de Uhlans ).  En marzo de 1812, Łubieński dirigió su regimiento a Berlín, Grudziadz, Wystruć y Vilnius para luchar en varias campañas polacas.
Permaneciendo en reserva con el regimiento comandado por el mariscal Nicolas Charles Oudinot, Łubieński y sus hombres sufrieron grandes pérdidas protegiendo al ejército francés en el cruce de Berezina. A fines de 1812, Łubieński regresó a Varsovia para descansar y en 1813 luchó en Dresde, Kulm, Leipzig y Hanau. En enero de 1814 fue dado de baja por los franceses, convirtiéndose en comandante en jefe del ejército polaco. En ese cargo, Napoleón lo puso a cargo de asignar salarios y subsidios a los soldados polacos. Recibió la Orden de San Estanislao de 2ª clase. Después de la toma del poder por los rusos y al no poder ponerse de acuerdo con el Gran Duque Constantino Pavlovich de Rusia, fue relevado del cargo de comandante en jefe en 1816.
Łubieński y varios de sus hermanos establecieron la empresa Łubieński Brothers, construyendo su primera fábrica en Varsovia en 1827 en la región de Guzowska Ruda (ahora Żyrardów, Voivodato de Mazovia ). Esta se convirtió en la primera fábrica industrial en una zona rural. Entre 1825 y 1828 fue juez de paz del distrito de Chełm y entre 1820 y 1825 senador en el Sejm .

### Levantamiento de noviembre
El 29 de noviembre de 1830, los polacos comenzaron el Levantamiento de Noviembre contra sus ocupantes rusos. El 10 de febrero de 1831, Łubieński fue nombrado comandante del 2º Cuerpo de Caballería, compuesto por 33 batallones y 16 cañones. Después de la Primera Batalla de Wawer, él y su cuerpo no lucharon a pesar de recibir órdenes de hacerlo, debido a lo que consideraba la abrumadora superioridad numérica de las fuerzas rusas. Józef Chłopicki e Ignacy Prądzyński lo acusaron de traición y de arruinar la última oportunidad de victoria al negarse a obedecer una orden de atacar con su caballería en Olszynka Grochowska. Historiadores [¿quién?] han justificado su desobediencia como una buena decisión ya que sacrificar su caballería no podría haber cambiado el curso de la batalla.
El 1 de junio, Łubieński fue ascendido a teniente general y jefe de gabinete. Este cargo implicaba la organización y el abastecimiento de las principales ciudades polacas. El 19 de agosto opuso una gran resistencia al avance ruso sobre Varsovia bajo el mando de Ivan Paskevich, sucesor del mariscal Diebitch, mariscal de campo del ejército ruso y lugarteniente del Reino de Polonia, que había muerto de cólera. En Varsovia, Łubieński fue encargado de reabastecer la ciudad sin que se le informara de la superioridad numérica de los rusos. Los miembros de la Asociación Patriótica de la ciudad y otros de sus oponentes políticos le criticaron ferozmente a él y a sus acciones, acusándole de sabotear el levantamiento.
Łubieński fue diplomático con sus oponentes, aunque el 28 de septiembre consiguió que el general Maciej Rybiński fuera destituido tras ser acusado de entablar negociaciones con Paskevich para una rendición polaca. Tres días después, Łubieński regresó para encontrar Varsovia ocupada por los rusos y él y los demás generales polacos fueron condenados al exilio en Rusia. Debido a sus hazañas anteriores y gracias a su comprensión de la situación política polaca, consiguió una audiencia con el zar Nicolás I de Rusia el 24 de noviembre de 1831 en Moscú. A continuación, "colaboró" como diputado en la dieta de San Petersburgo de 1832 a 1834, al tiempo que velaba por los intereses de los negocios de los hermanos Łubieński en la cámara de comercio y trabajaba principalmente para recuperar las tierras y los bienes confiscados a los insurgentes polacos.

### Empresario
En la década de 1820, Tomasz y sus hermanos formaron una sociedad industrial, Bracia Łubieńscy SA, que se dedicaba a la producción de acero, a la fabricación de azúcar y textiles y, finalmente, a los ferrocarriles y a unos grandes almacenes. En 1839 viajó a Londres para obtener ayuda financiera para su negocio metalúrgico. En 1840 y 1841 fue director de obras en el proyecto de construcción de una ruta ferroviaria de Varsovia a Viena, encargado por los ferrocarriles polacos. Se retiró de la vida activa en Varsovia tras las dificultades financieras de su hermano, Henryk: había sido acusado de presunto fraude bancario (malversación de fondos públicos para uso personal) y condenado a 4 años de prisión. Para salvar el honor de su hermano y de la familia, Tomasz cubrió las deudas de Henryk con los financieros. Tomasz pasó su jubilación en Varsovia, llegando a ser presidente de la "Resursa Kupiecka" (cámara de comercio), miembro de la Cámara de Agricultura y senador conservador católico por la ciudad de Stary Sącz.

## Honores y condecoraciones
- Barón del Imperio (1810)
- Virtuti Militari (1810)
- Orden de San Estanislao de 2ª clase (1814)
- Comandante de la Legión de Honor Légion d'honneur (1858)
- Medalla de Santa Elena (1858)